# 郭世忠
郭世忠（16世紀—17世紀），字戇韓，河南開封府太康縣人，明朝政治人物。

## 生平
郭世忠是萬曆五年進士郭顯忠之弟，年幼時跟隨兄長學習《易經》，萬曆二十二年（1594年）中式甲午科舉人，授廣平通判，駐守臨洺關。臨洺關是京師要道，應接不及，他卻處之泰然，人民不苦於繇役；調任泰安知州，州內泰山每年數十萬人朝拜，廟宇互相競爭，他就嚴令禁止，定立規條使人民不敢逾越，不久朝廷高官計劃祀東封，郭世忠供給不周全觸怒對方，因此辭官回鄉。

## 引用
1. 1 2  民國《太康縣志·卷十·人物傳下》：郭世忠，字戇韓，顯忠弟，萬歷甲午舉人，幼受《易》於顯忠，聰悟罕有其儔，初授廣平府通判駐臨洺，關扼京師通衢，應接煩費，世忠處以暇，豫民不苦役；轉泰安知州，東嶽其屬境也，每歲謁廟不下數十萬人，互相競擾，世忠嚴行禁止，定有科條，民不敢犯，會中貴謀祀東封，以供給不備觸其怒，遂解組去歸。